# Eriopyga parens
Eriopyga parens là một loài bướm đêm trong họ Noctuidae.